# Marcelo Soares
Marcelo Soares (født 9. marts 1982) er en brasiliansk fodboldspiller.